# Retablo de la Epifanía (Juan Rexach)
El retablo de la Epifanía es una pintura al temple y óleo sobre tabla obra de Juan Rexach realizada en 1469 para el convento de monjas agustinas de Rubielos de Mora. Actualmente se conserva en el Museo Nacional de Arte de Cataluña, quien lo adquirió en 1952.
Fue financiado por Guillem Joan "de la familia de los Juanes".
Desde su realización, ha perdido la tabla cumbrera y algunas de las partes altas del guardapolvo.